# 성한
성한(成漢, 304년~347년)은 오호십육국 시대 티베트계 저족의 일파였던 파저족(巴氐族)의 이웅에 의해 건국된 나라이다. 서진 말인 304년에 건국되어 국호를 성(成)이라 하였는데 338년에 이수가 국호를 한(漢)으로 고쳤기 때문에 일반적으로 이를 합하여 성한(成漢)이라 한다. 후촉(後蜀) 혹은 성촉(成蜀)이라고도 부른다.

## 역사
298년에 이특이 진주 산하의 6군의 유민들을 이끌고 익주에 들어왔다. 303년에 성도의 일부를 장악하고 독립적인 세력을 구축하였으나 곧 전사하였고, 뒤를 이어 이류·이웅이 무리를 이끌어 12월에 성도를 함락하고 익주를 장악하였다. 304년 10월, 이웅은 부하들의 추대를 받아 성도왕에 즉위하였으며 306년 6월에는 황제에 즉위하고 국호를 대성(大成)이라 정하였다.
이웅은 현자 범장생(范長生)을 승상으로 삼고 법을 간소화하고 현명한 정치를 펼쳐 30년 가까운 재위 기간 동안 안정된 평화를 누렸다. 그러나 후계자로 형의 아들인 이반을 정하여 아들들의 불만을 샀다. 334년에 이웅이 죽고 이반이 즉위하자 곧 이웅의 아들인 이월(李越)·이기가 반정을 일으켜 이반을 죽이고 이기가 즉위하였다.
이기는 폭정을 펼쳐 성나라의 국력은 쇠퇴하였다. 이기의 숙부 이수는 이기의 폭정으로 위협을 받아 338년에 반정을 일으켜 이기를 폐위하고 황제에 즉위하였다. 이수는 자신의 봉국명에 따라 국호를 한(漢)으로 고쳤다. 이수의 치세에도 사치를 일삼고 폭정을 펼쳐 성한의 국력은 크게 쇠퇴하였으며, 343년에 뒤를 이은 이세도 폭정을 일삼았다.
347년 동진의 환온에 의해 멸망하였다.

## 역대 황제 일람
| 대수                     | 묘호                            | 시호                               | 휘                       | 연호                                              | 재위기간                 | 능호                     |
| 성도(成都) 303년 ~ 306년 | 성도(成都) 303년 ~ 306년        | 성도(成都) 303년 ~ 306년           | 성도(成都) 303년 ~ 306년 | 성도(成都) 303년 ~ 306년                          | 성도(成都) 303년 ~ 306년 | 성도(成都) 303년 ~ 306년 |
| ------------------------ | ------------------------------- | ---------------------------------- | ------------------------ | ------------------------------------------------- | ------------------------ | ------------------------ |
| -                        | -                               | 농서양왕 (隴西襄王) (성 태종 추숭) | 이모(李慕)               | -                                                 | -                        | -                        |
| -                        | 성 시조 (成始祖) (성 태종 추숭) | 경황제 (景皇帝)                    | 이특(李特)               | 건초(建初) 303년                                  | 303년                    | -                        |
| -                        | -                               | 진문왕 (秦文王) (성 태종 추숭)     | 이류(李流)               | 건초(建初) 303년                                  | 303년                    | -                        |
| -                        | -                               | 성도왕 (成都王)                    | 이웅(李雄)               | 건초(建初) 303년 ~ 304년 건흥(建興) 304년 ~ 306년 | 303년 ~ 306년            | -                        |
| 성(成) 306년 ~ 338년     |                                 |                                    |                          |                                                   |                          |                          |
| 제1대                    | 성 태종 (成太宗)                | 무황제 (武皇帝)                    | 이웅(李雄)               | 안평(晏平) 306년 ~ 310년 옥형(玉衡) 311년 ~ 334년 | 306년 ~ 334년            | 안도릉(安都陵)           |
| 제2대                    | -                               | 애황제 (哀皇帝)                    | 이반(李班)               | -                                                 | 334년                    | -                        |
| 제3대                    | -                               | 폐황제 (廢皇帝) <유공(幽公)>       | 이기(李期)               | 옥항(玉恒) 335년 ~ 338년                          | 334년 ~ 338년            | -                        |
| 한(漢) 338년 ~ 347년     |                                 |                                    |                          |                                                   |                          |                          |
| -                        | -                               | 헌황제 (獻皇帝) (한 중종 추숭)     | 이양(李驤)               | -                                                 | -                        | -                        |
| 제4대                    | 한 중종 (漢中宗)                | 소문황제 (昭文皇帝)                | 이수(李壽)               | 한흥(漢興) 338년 ~ 343년                          | 338년 ~ 343년            | 안창릉(安昌陵)           |
| 제5대                    | -                               | 후주 (後主)                        | 이세(李勢)               | 태화(太和) 344년 ~ 346년 가령(嘉寧) 346년 ~ 347년 | 343년 ~ 347년            | -                        |

- 중종 소문제가 338년에 국호를 성(成)에서 한(漢)으로 변경하였다.

## 같이 보기
- 파나라
- 오호
- 오호 십육국 시대
- 환온
- 쓰촨성